# Hearthstone Castle
Hearthstone Castle, zunächst bekannt als „The Sanford Castle“, ist ein denkmalgeschütztes  Gebäude in Danbury, Connecticut. Das Bauwerk stammt aus den Jahren 1895–1899 und wurde am 31. Dezember 1987 ins National Register of Historic Places aufgenommen. Es war zeitweilig auch als Parks’ Castle und einfach The Castle bekannt. Der Gebäudekomplex steht heute im Eigentum der Stadt  Danbury im Tarrywile Park. Hearthstone Castle ist derzeit nicht öffentlich zugänglich.
Hearthstone Castle wurde von E. Starr Sanford, dem Erfinder einer frühen Filmkamera, errichtet, aber schon 1902 an den New Yorker Industriellen Victor Buck verkauft. Nach weiteren Besitzerwechseln gelangte das Anwesen 1918 ins Eigentum von Irene Parks, der Tochter von Charles Darling Parks. Irene Parks Jennings bewohnte es  bis zu ihrem Tod 1982. Ihre Erben Richard und Constance Jennings verkauften es 1987 an die Stadt Danbury. Seither kam es zu gravierenden Verfallserscheinungen, es gibt aber Renovierungspläne.
Der Stil des Gebäudes orientiert sich in eklektischer Weise an normannischer und späterer Burgenarchitektur, die Nebengebäude sind im „Schindel-Stil“ (englisch: shingle style) gehalten.